# Barrage Stukely
Pour les articles homonymes, voir Stukely.
Le barrage Stukely est un barrage du Québec (Canada) situé sur la décharge du Lac Stukely. Il a pour fonction de réguler le niveau du lac Stukely pour permettre la continuité des activités aquatiques et de villégiature sur ce lac.